# Aartsbisdom Amalfi-Cava de’ Tirreni
Het aartsbisdom Amalfi-Cava de’ Tirreni (Latijn: Archidioecesis Amalphitana-Cavensis; Italiaans: Arcidiocesi di Amalfi-Cava de’ Tirreni) is een in Italië gelegen rooms-katholiek aartsbisdom met zetel in de stad Amalfi. Het aartsbisdom behoort tot de kerkprovincie Salerno-Campagna-Acerno, en is, samen met de bisdommen Nocera Inferiore-Sarno, Teggiano-Policastro, Vallo della Lucania en de Territoriale abdij van de Heilige Drie-eenheid van Cava de' Tirreni, suffragaan aan het aartsbisdom Salerno-Campagna-Acerno.

## Geschiedenis
Het bisdom Amalfi werd opgericht in de 6e eeuw. In het jaar 987 werd het door paus Johannes XV verheven tot aartsbisdom. De bisdommen Scala, Minori, Lettere en Capri waren destijds suffragaan aan Amalfi.
De bisdommen Minori en Scala werden op 27 juni 1818 door paus Pius VII met de apostolische constitutie De ulteriori opgeheven en het grondgebied werd toegevoegd aan Amalfi. Op 30 september 1986 werd het aartsbisdom Amalfi door de Congregatie voor de Bisschoppen met het decreet Instantibus votis samengevoegd met het bisdom Cava en suffragaan gesteld aan het aartsbisdom Salerno-Campagna-Acerno.

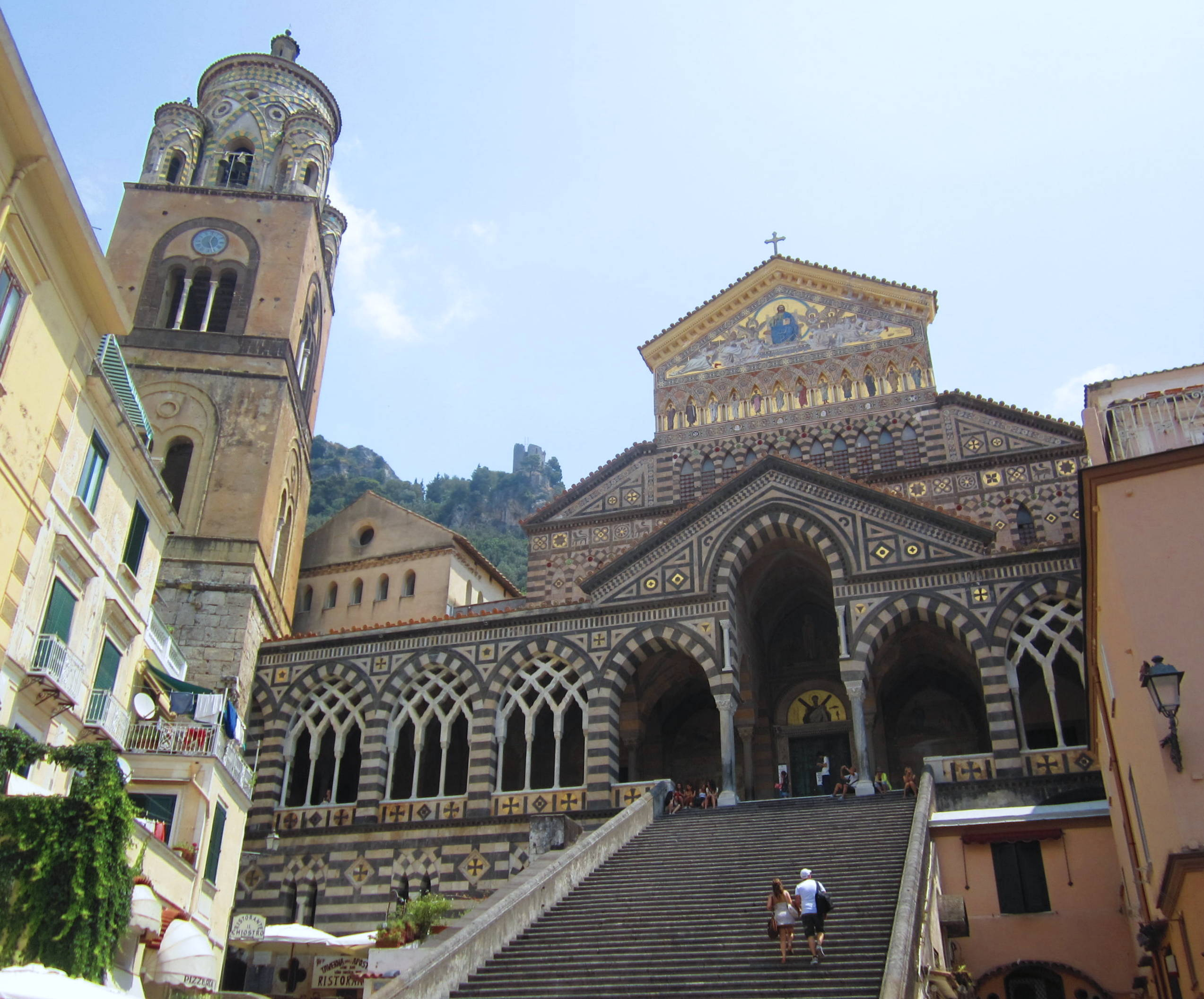
De kathedraal van Amalfi